# Narrador (A la recerca del temps perdut)
El narrador és el personatge principal de la novel·la de Marcel Proust A la recerca del temps perdut. No se l'anomena, no se li dona nom, i a tal fi l'autor recorre a perífrasis quan és necessari («elle m'appelait par mon petit nom», "em deia pel meu nom de pila"). Una ocurrència del nom « Marcel » designant el narrador va, no obstant això, escapar a l'autor.
Al volum  la Prisonièrie, no obstant, es poden llegir aquestes línies:« Dès qu’elle retrouvait la parole elle disait : « Mon » ou « Mon chéri » suivis l'un ou l'autre de mon nom de baptême, ce qui, en donnant au narrateur le même nom qu’à l'auteur de ce livre, eût fait : « Mon Marcel », « Mon chéri Marcel».
El nom queda doncs emmascarat però, un centenar de pàgines més abans del mateix volum, Albertine, a una paraula que li adreça, escrit en encapçalament «Mon chéri et cher Marcel » i acaba amb « Quel Marcel ! Quel Marcel ! Toute à vous, ton Albertine.» 
Proust ha tingut tanta cura per amagar el nom del narrador d'un extrem a l'altre de l'obra que és versemblant que hi hauria corregit aquesta distracció si hagués pogut revisar les proves del llibre, aparegut a títol pòstum.

## Intèrprets en adaptacions cinematogràfiques
- Roger Rees i Paul Reynolds (infància) en el documental britànic The Modern World: Ten Great Writers, episodi Marcel Proust's 'A la recherche du temps perdu' de Nigel Wattis (1988)
- 4 actors a El temps recobrat de Raoul Ruiz (1999) :
  - Marcello Mazzarella (versió en francès : Patrice Chéreau)
  - André Engel (vellesa)
  - Georges Du Fresne (infància)
  - Pierre Mignard (adol·lescència)
- Stanislas Merhar qui fa de «Simon» a La Captive de Chantal Akerman (2000), adap`tacioó lliure de La Prisonnière
- Micha Lescot i Oleg Ossina (infància) a À la recherche du temps perdu de Nina Companeez (2011)